# Oxyanthus goetzei
Oxyanthus goetzei là một loài thực vật có hoa trong họ Thiến thảo. Loài này được K.Schum. mô tả khoa học đầu tiên năm 1900.